# Juridiction des pensions
En France, les juridictions des pensions sont d'anciennes juridictions administratives spécialisées chargées de traiter les contestations dans l'attribution de pensions ou d'autres avantages liés au statut d'ancien combattant ou personnes assimilées. 
Elles comprenaient des tribunaux des pensions en première instance et des cours régionales des pensions en appel. Il a existé également une commission spéciale de cassation des pensions. 

## Histoire et textes
Les tribunaux départementaux et les cours régionales des pensions ont été institués par la loi du 31 mars 1919, au lendemain de la Première Guerre mondiale. 
Une commission spéciale de cassation des pensions est instituée « à titre provisoire » auprès du Conseil d'État par le décret-loi du 8 août 1935,. Les juridictions des pensions sont réformées par le décret no 59-327 du 20 février 1959. La commission spéciale de cassation des pensions est supprimée par l'article 84 de la loi de modernisation sociale du 17 janvier 2001. Les tribunaux des pensions acquièrent un caractère régional. 
Codifiées au Code des pensions militaires d'invalidité et des victimes de la guerre, les dispositions relatives aux juridictions des pensions sont recodifiées au livre VII du code des pensions militaires d'invalidité et des victimes de guerre. 
La suppression des juridictions des pensions est actée par la loi no 2018-607 du 13 juillet 2018 relative à la programmation militaire pour les années 2019 à 2025 et portant diverses dispositions concernant la défense, pour une entrée en vigueur le 1er janvier 2020 au plus tard. Un décret du 28 décembre 2018 fixe cette suppression au 1er novembre 2019.
Les litiges de ce type sont désormais portés, après un recours administratif préalable obligatoire, devant les juridictions administratives de droit commun, soit les tribunaux administratifs et les cours administratives d'appel.

## Compétence
Les tribunaux des pensions examinaient les contestations dans l'attribution de pensions à d'anciens combattants, y compris de la Résistance, mais aussi aux victimes civiles de guerre et aux victimes du terrorisme. Elles étudiaient aussi le droit à d'autres avantages compensant ces situations, le plus souvent d'ordre médical. 

## Composition

### Tribunaux des pensions
Le tribunal des pensions était présidé par un juge du tribunal de grande instance. Le président pouvait subsidiairement être désigné parmi les magistrats de l'ordre administratif ou ordre judiciaire. 
Le président était assisté de deux assesseurs dont un médecin expert et un titulaire de pension d'ancien combattant. Ce dernier devait être choisi parmi les combattants de la Résistance quand le demandeur revendiquait son appartenance à la Résistance. 

### Cours régionales des pensions
La cour régionale des pensions était présidée par un président de chambre à la cour d'appel ou éventuellement par le premier président. 
Elle était complétée de deux conseillers à la cour d'appel. Comme pour le tribunal, il était possible de faire appel à d'autres magistrats de l'ordre judiciaire ou administratif. 

## Sièges et ressorts
Selon le code des pensions militaires d'invalidité et des victimes de guerre en vigueur jusqu'au 31 octobre 2019, les cours des pensions et les tribunaux des pensions avaient les mêmes ressorts ; ils avaient également les mêmes sièges sauf quatre exceptions liées à la carte judiciaire. 
| Siège de la cour | Siège du tribunal | Ressort                                                                |
| --- | ----------------- | ---------------------------------------------------------------------- |
| Agen | Agen              | Gers, Lot, Lot-et-Garonne                                              |
| Aix-en-Provence | Marseille         | Alpes-de-Haute-Provence, Alpes-Maritimes, Bouches-du-Rhône, Var        |
| Amiens | Amiens            | Aisne, Oise, Somme                                                     |
| Angers | Angers            | Maine-et-Loire, Mayenne, Sarthe                                        |
| Basse-Terre | Basse-Terre       | Guadeloupe, Saint-Barthélemy, Saint-Martin                             |
| Bastia | Bastia            | Corse                                                                  |
| Besançon | Besançon          | Doubs, Jura, Haute-Saône, Territoire de Belfort                        |
| Bordeaux | Bordeaux          | Charente, Dordogne, Gironde                                            |
| Bourges | Bourges           | Cher, Indre, Nièvre                                                    |
| Caen | Caen              | Calvados, Manche, Orne                                                 |
| Cayenne | Cayenne           | Guyane                                                                 |
| Chambéry | Chambéry          | Savoie, Haute-Savoie                                                   |
| Colmar | Strasbourg        | Bas-Rhin, Haut-Rhin                                                    |
| Dijon | Dijon             | Côte-d'Or, Haute-Marne, Saône-et-Loire                                 |
| Douai | Lille             | Nord, Pas-de-Calais                                                    |
| Fort-de-France | Fort-de-France    | Martinique                                                             |
| Grenoble | Grenoble          | Drôme, Hautes-Alpes, Isère                                             |
| Limoges | Limoges           | Corrèze, Creuse, Haute-Vienne                                          |
| Lyon | Lyon              | Ain, Loire, Rhône                                                      |
| Mata-Utu | Mata-Utu          | Wallis-et-Futuna                                                       |
| Metz | Metz              | Moselle                                                                |
| Montpellier | Montpellier       | Aude, Aveyron, Hérault, Pyrénées-Orientales                            |
| Nancy | Nancy             | Meurthe-et-Moselle, Meuse, Vosges                                      |
| Nanterre | Nanterre          | Eure-et-Loir, Hauts-de-Seine, Yvelines, Val-d'Oise                     |
| Nîmes | Nîmes             | Ardèche, Gard, Lozère                                                  |
| Nouméa | Nouméa            | Nouvelle-Calédonie                                                     |
| Orléans | Orléans           | Indre-et-Loire, Loir-et-Cher, Loiret                                   |
| Papeete | Papeete           | Polynésie française                                                    |
| Paris | Paris             | Essonne, Paris, Seine-et-Marne, Seine-Saint-Denis, Val-de-Marne, Yonne |
| Pau | Pau               | Landes, Pyrénées-Atlantiques, Hautes-Pyrénées                          |
| Poitiers | Poitiers          | Charente-Maritime, Deux-Sèvres, Vendée, Vienne                         |
| Rennes | Rennes            | Côtes-d'Armor, Finistère, Ille-et-Vilaine, Morbihan                    |
| Riom | Clermont-Ferrand  | Cantal, Haute-Loire, Puy-de-Dôme                                       |
| Rouen | Rouen             | Eure, Seine-Maritime                                                   |
| Saint-Denis | Saint-Denis       | Mayotte, La Réunion                                                    |
| Saint-Pierre | Saint-Pierre      | Saint-Pierre-et-Miquelon                                               |
| Toulouse | Toulouse          | Ariège, Haute-Garonne, Tarn, Tarn-et-Garonne                           |
| Source : tableaux annexés au livre VII du code des pensions militaires d'invalidité et des victimes de guerre, dans sa version en vigueur au 31 octobre 2019. |                   |                                                                        |